# Kommende Hasselt
Die Kommende Hasselt (auch Kloster Hasselt genannt) war ein ostfriesisches Ordenshaus der Johanniter. Es lag südöstlich von Hesel im Moormerland und wurde erstmals 1319 im sogenannten Groninger Vergleich urkundlich erwähnt.

## Geschichte
Über die Geschichte der Kommende ist wenig bekannt. Die meisten Dokumente gingen während der Reformation verloren und die Wüstung der Ordensniederlassung wurde bisher nicht archäologisch untersucht. Erstmals wird Hasselt im 10. Jahrhundert als Harsalae erwähnt. Weitere überlieferte Bezeichnungen sind Harsle (1319), Crucesignati in Herslo (1475) und Haßelt (1599). Die heutige Schreibung ist seit 1825 geläufig. Der Name wird als Zusammensetzung der altfriesischen Begriffe für Ross oder baumbestandene Anhöhe mit dem altfriesischen Grundwort für Wald interpretiert. Hasselt bedeutet demnach Rosswald oder Wald mit einzelnen Anhöhen. Namensgebend könnte aber auch eine Flur gewesen sein, die durch Haselgebüsche geprägt war.
Der Ort lag an einem Sommerweg von Leer über Holtland nach Uplengen und am alten Heerweg von Hesel nach Filsum und Stickhausen. Seit dem frühen Mittelalter war Hasselt im Besitz des Klosters Werden, wurde aber vom Bischof zu Münster, zu dessen Bistum damals der weitaus größte Teil Ostfrieslands gehört, käuflich erworben. Es wird angenommen, dass der Johanniterorden dem münsterschen Bischof die Hasselter Besitzungen abkaufte, um dort ein Ordenshaus zu errichten. Zur Kommende gehörte auch ein Vorwerk in Nortmoor.
1495 wurde die Kommende Hesel samt Vorwerk in Stikelkamp nach Hasselt inkorporiert, wenig später auch die Kommende Boekzetel. Die 1499 angeordnete Einverleibung der Kommende Hasselt einschließlich ihrer Vorwerke in Hesel und Boekzetel kam hingegen wegen des Widerstandes der ostfriesischen Häuser nicht mehr zustande. Nach 1500 ging die Zahl der Konventualen in Hasselt zurück. Daraufhin verpachtete die Kommende ihre Vorwerke in Boekzetel und Stikelkamp, möglicherweise auch diejenigen in Hesel und Nortmoor.
Hasselt war eine Doppelkommende. Darauf deutet die Erwähnung einer Ordensschwester im Jahre 1540 hin. Weitere Belege aus der Geschichte der Kommende liegen bis dato nicht vor.
Nach der Reformation zog Graf Enno II. alle Niederlassungen der Johanniter in Ostfriesland ein. So auch Hasselt im Jahre 1528. Dabei nutzte der Graf offenbar eine ältere landesherrliche Schutzgewalt über den Orden. Die letzte Ordensfrau verließ die Kommende im Jahre 1545. 1558 ließ Enno II. die Kirche und die anderen Gebäude abbrechen, um Baumaterial für den neuen Zwinger in Stickhausen zu gewinnen. Heute sind von der Kommende keine aufgehenden Mauerreste mehr erhalten. Seit 1549 klagte der Johanniterorden in mehreren Prozessen vor dem Reichskammergericht um die Rückgabe der Johannitergüter in Ostfriesland.
Am 3. September 1574 einigten sich beide Parteien auf einen Vergleich. Die damals regierende Gräfin von Ostfriesland Anna musste die Ordensgüter Langholt und Hasselt „mit allen Vorwerken, Gülten, Renten und andern Zubehörungen“ zurückgeben. Die Besitztümer der Johanniter in Hasselt erhielten daraufhin adelsgleiche Steuerprivilegien und blieben weiterhin an zwei Heuerleute verpachtet. Zwischen ihnen und dem Orden, vertreten durch die Johanniterkomturei in Burgsteinfurt, kam es seit 1720 zu einem Streit um den Status der Pächter, der erst gelöst werden konnte, als die Pächter die Höfe schließlich käuflich erwarben.